# مايكل مورل
مايكل جوزيف مورل (بالإنجليزية: Michael Joseph Morell)‏، (ولد في 4 سبتمبر عام 1958) هو محلل استخبارات أمريكي سابق، شغل منصب نائب مدير وكالة المخابرات المركزية ومديرها بالإنابة مرتين، أولا في عام 2011 ثم من عام 2012 إلى عام 2013. ومنذ نوفمبر 2013، كان مستشارًا رئيسيًا لشركة Beacon Global Strategies LLC. وهو ينتقد تقرير لجنة الاستخبارات في مجلس الشيوخ لعام 2014 عن استخدام وكالة المخابرات المركزية لما يسمى «أساليب الاستجواب المعززة»، التي تعتبر على نطاق واسع أنها تعذيب. مايكل هو أيضا من دعاة القتل المستهدف لوكالة المخابرات المركزية من قبل الطائرات بدون طيار.

## حياته المهنية والتعليم
كان مايكل ابن أحد عمال صناعة السيارات، وهو من مواليد كوياهوغا فولز بولاية أوهايو، وتوجه إلى مدرسة سانت جوزيف ومدرسة كوياهوغا فولز الثانوية هناك. ويشمل تعليمه الرسمي بكالوريوس في الآداب من جامعة أكرون وماجستير في الآداب من جامعة جورجتاون، وكلاهما في الاقتصاد. انضم إلى وكالة الاستخبارات المركزية في عام 1980.

## المهنة
تم تخصيص معظم أعمال مايكل المبكرة في الوكالة للمشروعات الآسيوية. وفي وقت لاحق من حياته المهنية، قام بإدارة طاقم العمل الذي أنتج موجز الرئيس اليومي، وكان مساعدًا تنفيذيًا لدى DCI George Tenet. وكان مورل أيضا بوش أكثر إيجازا خلال هجمات 11 سبتمبر 2001، وعندما سئل من قبل بوش المسئول، قال مورل «أراهن بمستقبل أطفالي أن الطريق سيقود إلى عتبة أسامة بن لادن والقاعدة.». في وقت لاحق، كنائب للمدير، سيكون مورل مستشارًا موثوقًا للرئيس باراك أوباما في الغارة التي أسفرت عن مقتل أسامة بن لادن في 2 مايو 2011. وقبل ترشحه في 2010 لمنصب نائب المدير، شغل منصب مدير المخابرات، وهو المنصب الذي كان يشغله منذ عام 2008. شغل منصب نائب مدير وكالة الاستخبارات المركزية من عام 2006 إلى عام 2008.في مايو 2010، أدى مورل اليمين الدستورية كنائب مدير وكالة المخابرات المركزية، خلفاً لستيفن كابس. من 1 يوليو 2011، إلى 6 سبتمبر 2011، شغل منصب المدير التنفيذي لمدير وكالة المخابرات المركزية، ليحل محل ليون بانيتا الذي تم تعيينه كوزير للدفاع. في 9 نوفمبر 2012، أصبح مورل مرة أخرى مديرا بالنيابة بعد استقالة David Petraeus ، بعد فضيحة جنسية. اختار الرئيس أوباما جون برينان كمدير. تم تأكيده من قِبل مجلس الشيوخ الأمريكي بنسبة 63 إلى 34 صوتًا في 5 آذار 2013

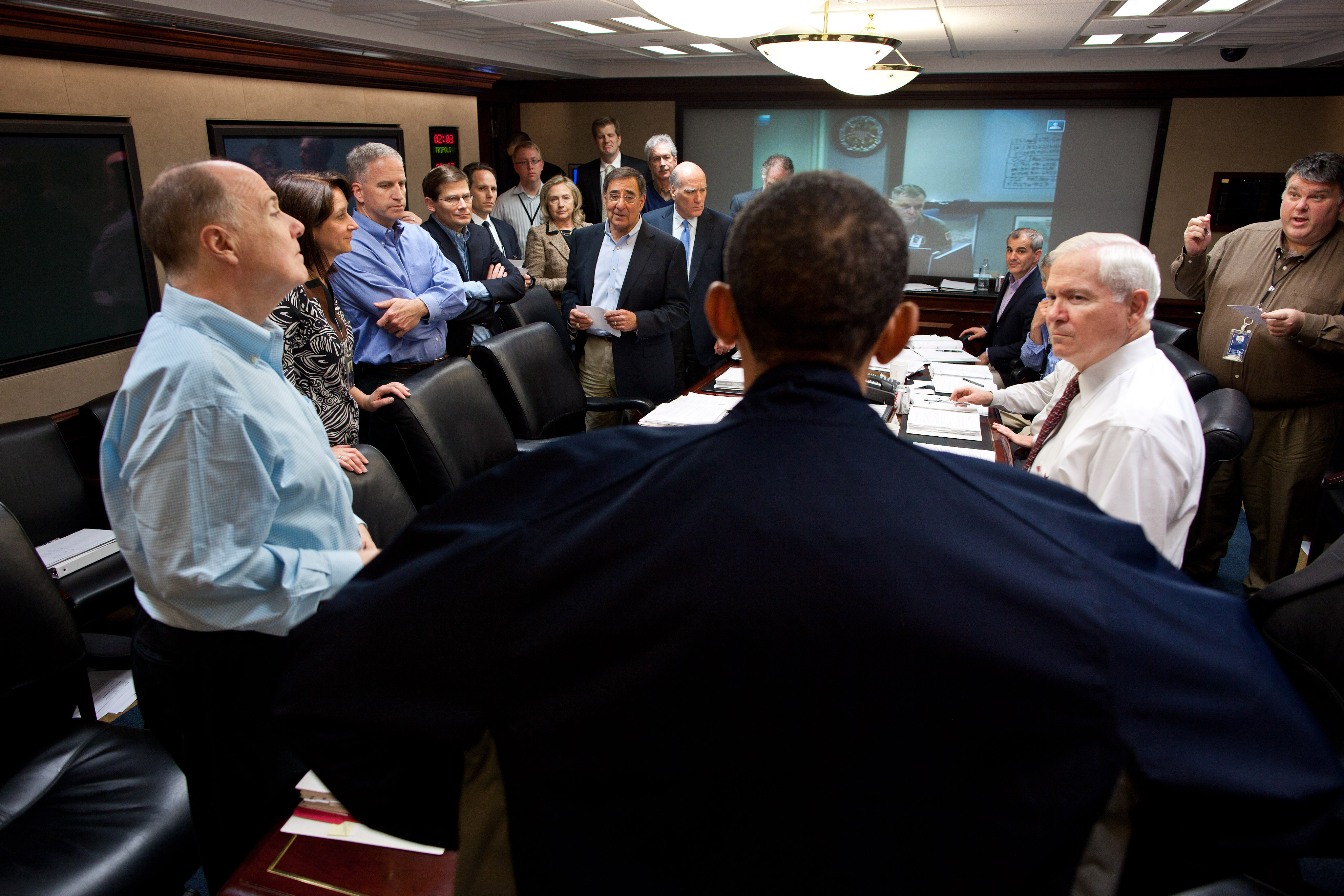
موريل ، ليون بانيتا ، هيلاري كلينتون وأعضاء آخرين في فريق الأمن القومي لأوباما في مايو 2011

أعلن مورل تقاعده من وكالة المخابرات المركزية في 12 يونيو 2013. في نوفمبر 2013، انضم إلى Beacon Global Strategies كمستشار أول.
في أعقاب تسريب إدوارد سنودن لعام 2013 غير القانوني للوثائق المتعلقة بالتجسس الدولي الذي أجرته وكالة الأمن القومي، تم تعيين مورل كعضو في مجموعة مراجعة الرئيس أوباما حول الاستخبارات وتقنيات الاتصالات. بحلول نهاية عام 2013، قدمت المجموعة تقريرا إلى البيت الأبيض. تم قبول جميع توصيات مجموعة المراجعة تقريبًا. كان مورل منتقدًا منتظمًا لسنودن، قائلاً إن داعش استفاد من إفصاحات سنودن، مضيفًا أن «الأمريكيين قد يموتون على أيدي الإرهابيين بسبب تصرف إدوارد سنودن».
في غضون ذلك، في يناير 2014، انضم مورل إلى شبكة سي بي إس نيوز كمساهم على الهواء في مجال الاستخبارات والأمن القومي.
في أيار / مايو 2015، صدر كتاب مورل بعنوان «الحرب الكبرى في زماننا: الكفاح ضد وكالة المخابرات المركزية» من القاعدة إلى داعش. وهو يتتبع مساره المهني الذي استمر ثلاثة عقود في وكالة الاستخبارات المركزية، مع التركيز على مهام الوكالة لمكافحة الإرهاب بعد هجمات 11 سبتمبر، والخلافات العامة ذات الصلة. في الكتاب، يدافع مورل عن القتل المستهدف بالطائرات بدون طيار. كما ينتقد تحليل لجنة الاستخبارات في مجلس الشيوخ لتعذيب وكالة المخابرات المركزية.
في 19 أيار / مايو 2015، صرح مورل، وهو جهاز استخبارات سابق أكثر ذكاءً للرئيس جورج دبليو بوش قبل غزو العراق في عام 2003، في لقاء مع الصحافة، بأن نائب الرئيس ديك تشيني كذب بشأن برنامج الأسلحة النووية العراقي قبل الحرب في عام 2003. استضاف مراسلة MSNBC كريس ماثيوز وقال: "... هنا على Hardball الليلة الماضية، قال مسؤول كبير في وكالة الاستخبارات المركزية، الرجل الذي أطلع الرئيس بوش على أساس يومي، أن ما قاله تشيني غير صحيح... لقد كنت أقوم بهذا العمل لفترة طويلة الوقت، نادرًا ما تحصل على لحظة بيري مايسون، عندما يأتي الرجل ويقول فقط، أنت تعرف ماذا؟ أنا أفضل من وكالة المخابرات المركزية للرئيس، أنا نائبًا في DCI. كنا نعلم، ولم نكن نعرف أبداً ولم نقول أبداً إنه يمتلك سلاحاً نووياً، ومع ذلك دخلنا في حرب مع هذه الحجة.
وفي كتابه أيضا، اعتذر مورل لوزير الخارجية السابق كولين باول عن التقييمات الخاطئة لوكالة المخابرات المركزية الأمريكية لبرامج أسلحة الدمار الشامل العراقية.
في مقالة افتتاحية لصحيفة نيويورك تايمز في أغسطس 2016، أيد مورل هيلاري كلينتون لمنصب الرئيس. قال مورل إنه كان مسجلا لدى الأحزاب الديمقراطية ولا الجمهوريين، وكان دائما صامتا بشأن تفضيلاته السياسية، وقال إن دونالد ترامب «ليس فقط غير مؤهل لهذا المنصب، لكنه قد يشكل تهديدا لأمننا القومي». ترك مورل وظيفته كمحلل في شبكة سي بي اس نيوز قبل أن يحصل على المصادقة. في مقالة لاحقة للأسئلة والأجوبة مع صحيفة نيويورك تايمز، رد على مزاعم بأن صاحب العمل الحالي، بيكون غلوبال ستراتيجيز، «شارك في تأسيسه شركاء سابقون للسيدة كلينتون»، بقوله إنها شركة غير حزبية وأنه كان لديه يتحدث بها «بالكامل [الخاصة] ، مع أي اعتبار آخر في أي فكرة».
في مقابلة مع تشارلي روز في أغسطس / آب 2016، ألقى مورل باللوم على الرئيس السوري الأسد، وروسيا، وإيران على حصيلة القتلى في سوريا. ودعا المعارضة المعتدلة في سوريا إلى جعل روسيا وإيران «تدفعان ثمن» تورطهما في سوريا، جزئياً من خلال استهداف أفرادها العسكريين في البلاد. كما دعا الولايات المتحدة لبدء قصف أهداف الحكومة السورية من أجل جلب الأسد إلى طاولة المفاوضات. وفيما يتعلق بالرئيس بشار الأسد، قال مورل «أريد أن ألاحق الأشياء التي يعتبرها الأسد قاعدة قوته الشخصية. أريد أن أخيف الأسد.»
في ديسمبر 2016، اقترح مورل أن تدخل روسيا في الانتخابات الرئاسية الأمريكية لعام 2016 كان «المعادل السياسي لأحداث 11 سبتمبر». وأضاف أن الرئيس أوباما يجب أن ينتقم وشيكًا، على الرغم من شكوك الرئيس المنتخب دونالد ترامب حول مزاعم النفوذ الروسي. في مارس 2017، قال مورل : «فيما يتعلق بمسألة حملة ترامب التي تتآمر مع الروس هنا، هناك دخان، لكن لا يوجد إطلاق نار على الإطلاق. لا يوجد نار صغيرة، لا يوجد شمعة صغيرة، ولا توجد شرارة. وهناك الكثير من الناس يبحثون عنه».
في سبتمبر 2017، استقال مورل من زمالة كباره في مركز بيلفر للعلوم والشؤون الدولية في كلية جون ف. كينيدي للعلوم الحكومية بجامعة هارفارد نتيجة تعيين تشيلسي مانينغ.
يخدم مورل في المجلس الاستشاري للجنة التحقيق في روسيا.